# Réindustrialisation

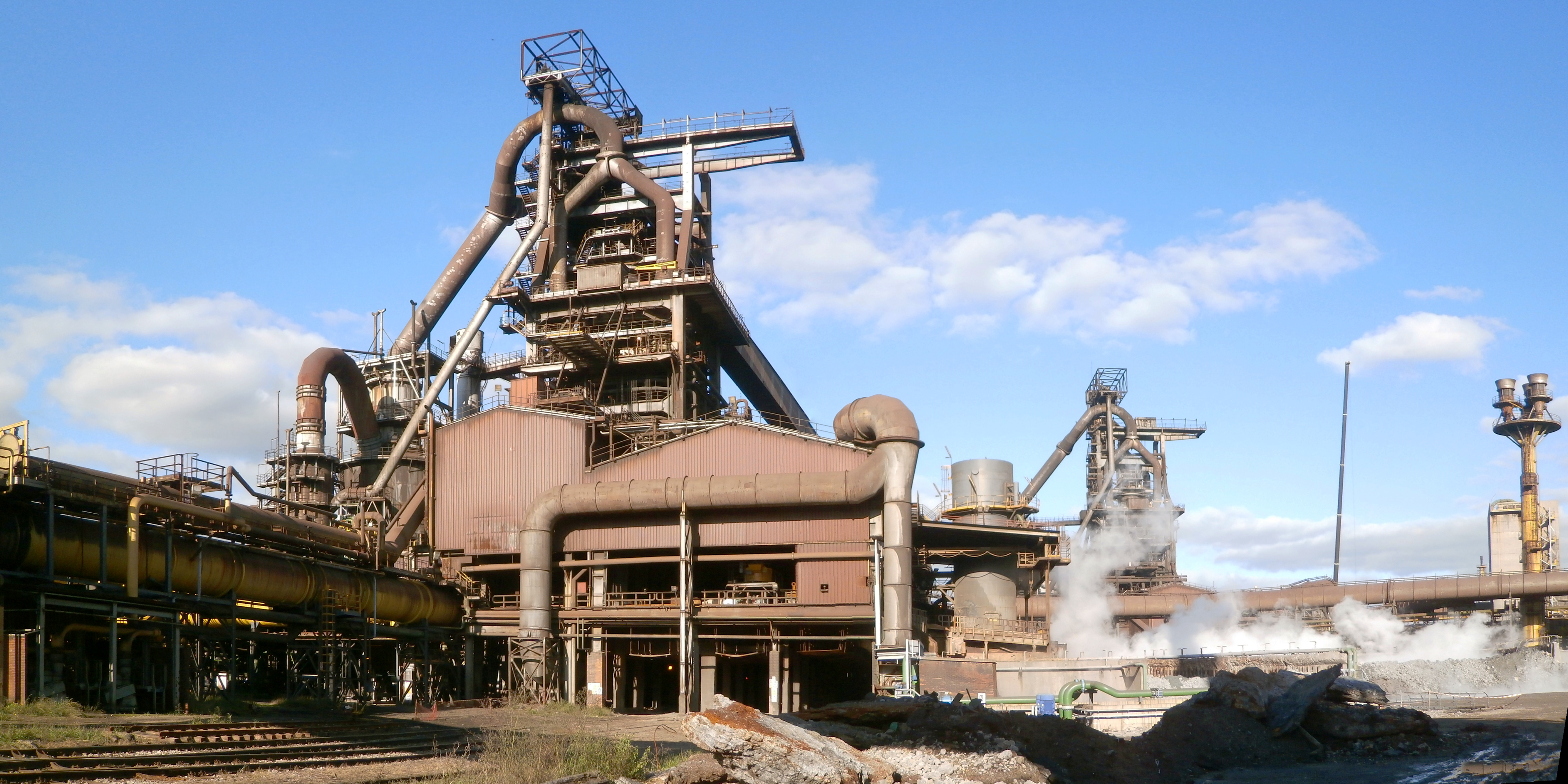

La réindustrialisation est, en économie, une réaction à une phase de désindustrialisation. 
Faisant souvent suite à une crise sectorielle (ex : crise du textile, de la sidérurgie...) ou globale et/ou à une phase de délocalisation, elle vise un rééquilibrage de la balance commerciale, voire le retour à une phase d'accroissement de la part de l'industrie (secteur secondaire) sur un territoire, dans les comptes locaux ou de la richesse nationale (produit intérieur brut...). Elle est souvent le fait de politiques publiques stratégiques, et peut concerner une région désindustrialisée ou un pays entier. Elle doit s'appuyer sur des infrastructures (énergétiques, informationnelles, de transport/mobilité, de logement et plus généralement d'aménagement du territoire et sur une adaptation de l'appareil de formation (initiale et continue ainsi que sur une main d'œuvre) disponible. La réindustrialisation est souvent présentée comme un enjeu de souveraineté ou de moindre dépendance. En termes d'emploi, dans le contexte de la rencontre des progrès de l'Intelligence artificielle d'une part et de la robotique d'autre part, ses bénéfices sont encore difficiles à appréhender.

## Concepts
La part des secteurs productifs dans une économie évoluent avec le temps et on a même pu parler d'économie post-industrielle et de société post-industrielle. 
Si le secteur primaire (dont l'agriculture) a longtemps compté pour la majorité de la richesse produite par un pays, le secteur secondaire, à savoir l'industrie, basée sur la mécanisation, la standardisation, l'optimisation et la productivité, et la publicité nécessaire à la société de consommation, ont pris une place croissante en Europe à la fin du XIXe siècle ; puis au XXe siècle le secteur tertiaire s'est également considérablement développé. La baisse de la part de la richesse nationale due à l'industrie touche la quasi-totalité des pays riches et industrialisés dans la seconde moitié du XXe siècle. 
Le phénomène de désindustrialisation fait l'objet de réactions et de débats dans les sphères publiques et privée et du développement économique.
La réindustrialisation est une phase inverse de la désindustrialisation, définie sur un territoire, en termes d'indicateurs économiques par l'augmentation de la part de la richesse produite par l'industrie dans la richesse totale du pays. La réindustrialisation requiert des politiques publiques volontaristes et ciblées. Ces dernières peuvent avoir pour objectif de rapatrier des activités externalisées à l'étranger, auquel cas on parle aussi de relocalisation économique, de renforcement des industries existantes (réindustrialisation en continuité), ou de permettre l'émergence de secteurs industriels qui n'avaient jamais été implantés sur le territoire.
La réindustrialisation peut être le fait d'un accroissement des emplois ou de la production d'un secteur particulier au sein du secteur industriel existant, y compris en zone urbaine avec des industries propres ou l'urban mining,. Elle ne prémunit pas contre une future crise sectorielle, mais peut être selon Marjolaine Gros-Balthazard (2023), au moins provisoirement, et dans une certaine mesure une sorte de revanche des zones non-urbaine, des villes,, petites et moyennes ; En France, « les territoires situés en dehors de l’influence des grandes villes françaises ont participé à près de 18 % des créations d’emplois industriels entre 2016 et 2019. La réindustrialisation se produit donc très majoritairement dans les aires d’attraction les plus peuplées, mais la contribution des autres territoires (villes petites et moyennes et communes du rural) n’est pas négligeable ». Elle peut concerner une zone vierge d'industrie ou une zone historiquement industrielle (ainsi, le projet Vallée de la Chimie de la vallée du Rhône, dans un partenariat public privé, a décidé d’implanter de nouvelles installations industrielles, mais uniquement dans le secteur « chimie-énergie-environnement»). Elle est souvent présentée comme un enjeu de souveraineté locale, nationale ou supranationale (européenne par ex.). 

## Histoire et géographie de la réindustrialisation
La réindustrialisation est débattue dès les années 1980 au Congrès des États-Unis.
En 1980, le magazine Machine Design remarque qu'il y a « de plus en plus de personnes aux États-Unis qui pensent que notre industrie a besoin de quelque chose que l'on appelle « réindustrialisation » ». En 1985, un livre appelé Reindustrialization and Technology appelle à une réindustrialisation massive du pays.
La Suède s'est réindustrialisée dans les années 1990, ainsi que l'Allemagne dans les années 2000. L'Italie a également mis en place une politique de réduction des coûts et de montée en gamme dans les années 2010, et se place en tête des pays européens en matière de relocalisations industrielles.
Les États-Unis ont fait de même sous Barack Obama, résultant en de fortes créations d'emplois industriels au début des années 2010. La Suède a relancé une politique de réindustrialisation dans la seconde moitié des années 2010, avec l'objectif d'être le pays européen avec le plus faible taux de chômage d'ici 2020.
La réunification allemande a eu un effet de désindustrialisation des nouveaux Länder, suivi d'un effort de réindustrialisation soutenu par le gouvernement fédéral, motivé par les conséquences socioéconomiques de cet effet. Au début du XXIe siècle, l'emploi industriel à l'Est a même progressé alors qu'il diminuait à l'ouest, avec un niveau d'industrialisation y dépassant celui de la moyenne européenne. Les anciens bassins miniers qui s'étaient généralement rapidement transformés en bassins industriels puis en zone riches en friches industrielles ne se sont cependant pas réindustrialisés, et la nouvelle industrie, financée par des fonds venant surtout de l'ouest de l'Allemagne, se caractérise par une dépendance à des décisions exogènes.
Après des années de désindustrialisation de la France, l'Hexagone a mené une politique de réindustrialisation à partir du quinquennat de François Hollande,, politique poursuivie par Emmanuel Macron. Un solde de 57 usines nouvelles a été enregistré en 2023 (contre 49 en 2022), selon le premier baromètre industriel de l'État, et c'est la région Auvergne-Rhône-Alpes, déjà très industrialisée qui a accueilli le plus de nouvelles usines en 2023. Néanmoins, selon la Banque mondiale, la part de l'industrie dans le PIB a continué de régresser passant de 10 % à 9,5 % entre 2017 et 2022.

## Enjeux environnementaux
De nouveaux enjeux éthiques et de soutenabilité concernent tous les scenarii de réimplantation industrielle, liés au respect des limites planétaires, déjà pour certaines dépassées, qui imposent des approches bas-carbone, une sobriété énergétique, en eau, en énergie et en autres ressources naturelles, ainsi qu'une une sobriété foncière, (ex : zéro artificialisation nette en France), mesures conservatoires et compensatoires ou restauratoires nouvelles, qui n'existaient pas pour les débuts de l'industrialisation.
En juillet 2024, alors que l'industrie ne compte plus que pour 11% des emplois de France métropolitaine (3,1 millions d'emplois),  France Stratégie a publié un document « Réindustrialisation de la France à l'horizon 2035 : besoins, contraintes et effets potentiels », basé sur huit scénarii pour la période 2022-2025, et selon la part attendue pour 2035 de la valeur ajoutée manufacturière en pourcentage du PIB (8, 10, 12 ou 15% du PIB) et selon l'effort porté sur les branches manufacturières considérées (branches technologiques, branches de l' "amont", c'est-à-dire les plus éloignées du consommateur final, ou branches de l' "aval" (les plus proches du consommateur final). La quantité de main d'œuvre employée dépendra du niveau de réindustrialisation (ou d'un éventuel déclin) : dans le scénario à 8% (contre un peu moins de 10% aujourd'hui), plus de 150.000 emplois manufacturiers disparaitraient par rapport aux années début des années 2020, alors que le scénario à 15% (celui du gouvernement Macron) nécessiterait de créer près de 2 millions d'emplois). Le type de réindustrialisation jouera ausi : « une industrie manufacturière à 12% du PIB pourrait nécessiter la création de 740.000 emplois entre 2022 et 2035 dans le cas où la réindustrialisation se ferait essentiellement par les secteurs aval et technologique, détaille le document, dans le cas d'une réindustrialisation par l'amont, les emplois progresseraient moins vite, avec potentiellement 580.000 emplois créés d'ici 2035 ». Par rapport aux périodes précédentes, le niveau de qualification de la main d'oeuvre augmenterait bien plus vite que la part de la valeur ajoutée manufacturière dans le PIB : ingénieurs, chercheurs et cadres toujours plus nombreux alors que les ouvriers tendent à être remplacés par des robots, sauf dans le scénario d'une réindustrialisation à 12% du PIB où le besoin en ouvriers qualifiés, techniciens et agents de maîtrise reste important. Dans tous les cas des tensions sur certains emplois qualifiés existeront, dont avec le départ à la retraite de nombreux employés (plus de 35% dans certains métiers d'ouvriers de l'industrie dès 2030, et alors que d'autres secteurs (métiers du soin) restent peu attractifs et souvent avec une pénibilité du travail.
La réindustrialisation implique :
- une hausse importante localement et/ou globalement des besoins en énergie, et en moyen de gestion/traitement des déchets, alors que la situation climatique exige une rapide décarbonation rapide de toute l'économie, et en particulier de l'industrie manufacturière. L'efficacité et la sobriété énergétique ne suffisant pas, la progression de la biomasse, des énergies douces et un fort développemnet e l'électrificationsont sont promus. Le besoin en puissance électrique passerait de 106 térawattheures (TWh) en 2022 à 135 TWh dans le scénario "10%", et à 165 TWh dans le "12%" en 2035, besoin qui en France ne pourra être comblé par le nucléair, nécessitant donc un mix électrique constitué de sources réputées peu carbonées comme le nucléaire existant, avec en parrallèle une forte croissance des renouvelables électriques), car les nouveaux réacteurs nucléaires EPR ne seront pas opérationnels en 2035. Parmi les risques : une diminution des exports français d'électricité. "Dans le scénario '15%', la consommation d'électricité excéderait ainsi largement les productions électriques bas-carbone anticipées : il serait alors nécessaire de solliciter de manière accrue les centrales à gaz fossile en France ou en Europe", poursuit le document. 
La banque des territoires notait, en 2024, que le premier bilan de la décarbonation des 50 sites industriels les plus émetteurs de CO2, publié par le Réseau Action Climat France et France Nature Environnement, a pour certains sites constaté une hausse des émissions et non une baisse[27].
- Consommation de foncier et d'eau. A moins de se contenter de friches industrielles et de fortement développer l'utilisation d'eaux recyclées, une réindustrialisation à 12% nécessite respectivement de nouveaux espaces (23.000 à 30.000 hectares supplémentaires, d'ici 2035 et hors-logistique, soit plus que ce que prévoyait le rapport de Rollon Mouchel Blaisot), et de nouvelles ressources en eau industrielle (notamment pour l'industrie chimique et agroalimentaire). France Stratégie estime que ces ressources sont à trouver dans l'utilisation de friches, et via « le renouvellement urbain ou la densification des zones d'activité existantes, et une amélioration des procédés de prélèvements de certaines industries ».

## Politiques

### Aides à la réindustrialisation
Certains pays ont mis en place des aides publiques explicitement destinées à la réindustrialisation, s'appuyant notamment sur la formation, et parfois fortement basés, comme au RoyaumeUni sur un appel aux investisseurs étrangers (au risque d'une nouvelle dépendance). En France, l'aide à la réindustrialisation (ARI), accompagne des projets disposant du potentiel de réindustrialiser ou restructurer industriellement un environnement économique local. Sont bénéficiaires les PME et ETI indépendantes du secteur de l’industrie et des services à l’industrie, qui s'engagent à maintenir l’activité et les emplois créés pendant au moins trois ans (PME) et cinq ans (ETI).

### Programmes connexes
La réindutrialisaition nécessite parfois d'adapter l'infranstructure énergétique, et de retrouver des compétences professionnelles disparues.
Des programmes qui ne sont pas directement liés à la réindustrialisation mais qui y contribuent dans cette optique sont mis en place par l'Union européenne au début des années 2020. La Commission européenne a ainsi publié en mars 2022 une stratégie concernant les matières premières critiques (terres rares...) afin de conduire à une relocalisation de certaines de ses activités sur son territoire.

## Débats et critiques

### Réindustrialisation et environnement
Le rapport « Futurs énergétiques 2050 » de RTE (2021) soutient que la réindustrialisation de la France aurait un rôle bénéfique dans la baisse de son empreinte carbone. Ainsi, 1 kg de textile produit en France aurait une empreinte carbone deux fois plus faible que s'il était produit en Chine. Relocaliser 25 % de la production de textiles achetée en France diminuerait l'empreinte carbone de 3,5 millions de tonnes de CO2eq par an,.